# Deutsche Bank (Brema)
La Deutsche Bank (Deutsche Bank am Domshof) è un edificio storico di Brema, in Germania.

## Storia
Dopo essere stata fondata nel 1870 al fine di sostenere il commercio estero verso la Germania, la Deutsche Bank commissionò la costruzione di una sua sede nella città di Brema ai due architetti Wilhelm Martens, nato a Berlino e specialista nella costruzione di banche, e Friedrich Wilhelm Rauschenberg, nato a Brema, e noto per aver fatto erigere una serie di importanti edifici di gusto neorinascimentale a Brema. I lavori terminarono nel 1891. 
La Deutsche Bank è un edificio storico dal 1981.
Tra il 1996 e il 1999, periodo in cui veniva costruito l'attiguo Domshof Passage, la banca venne modernizzata da Harm Haslob, Peter Hartlich e Jens Kruse, tutti architetti di Brema.

## Descrizione
La Deutsche Bank si trova al numero 25 di Domshof, la piazza del mercato di Brema, ed è un esempio di storicismo ispirato all'architettura italiana del sedicesimo secolo. Composto in arenaria rossa del fiume Meno, l'edificio presenta dei pilastri ionici colossali che collegano due piani principali sopra un alto piano interrato in rustico. La grande campata d'ingresso ha l'aspetto di un frontone, mentre quelle terminali sono leggermente sporgenti.
Di fronte alla banca si trova un'opera dello scultore tedesco Bernd Altenstein (Unser Planet) che raffigura un mappamondo sul quale interagiscono tra loro alcuni individui in miniatura.

## Galleria d'immagini

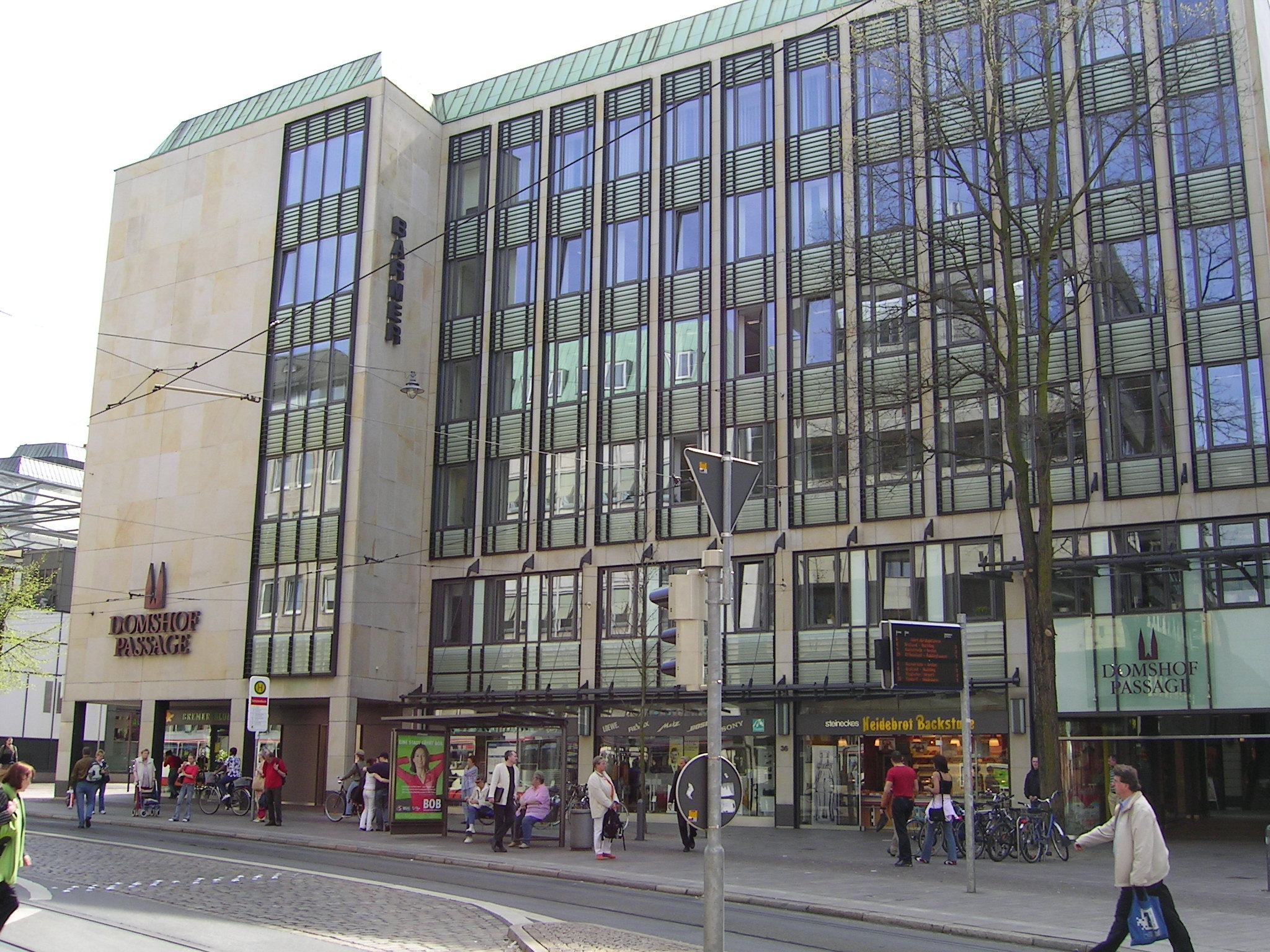
La facciata della Deutsche Bank di fronte al Domshof
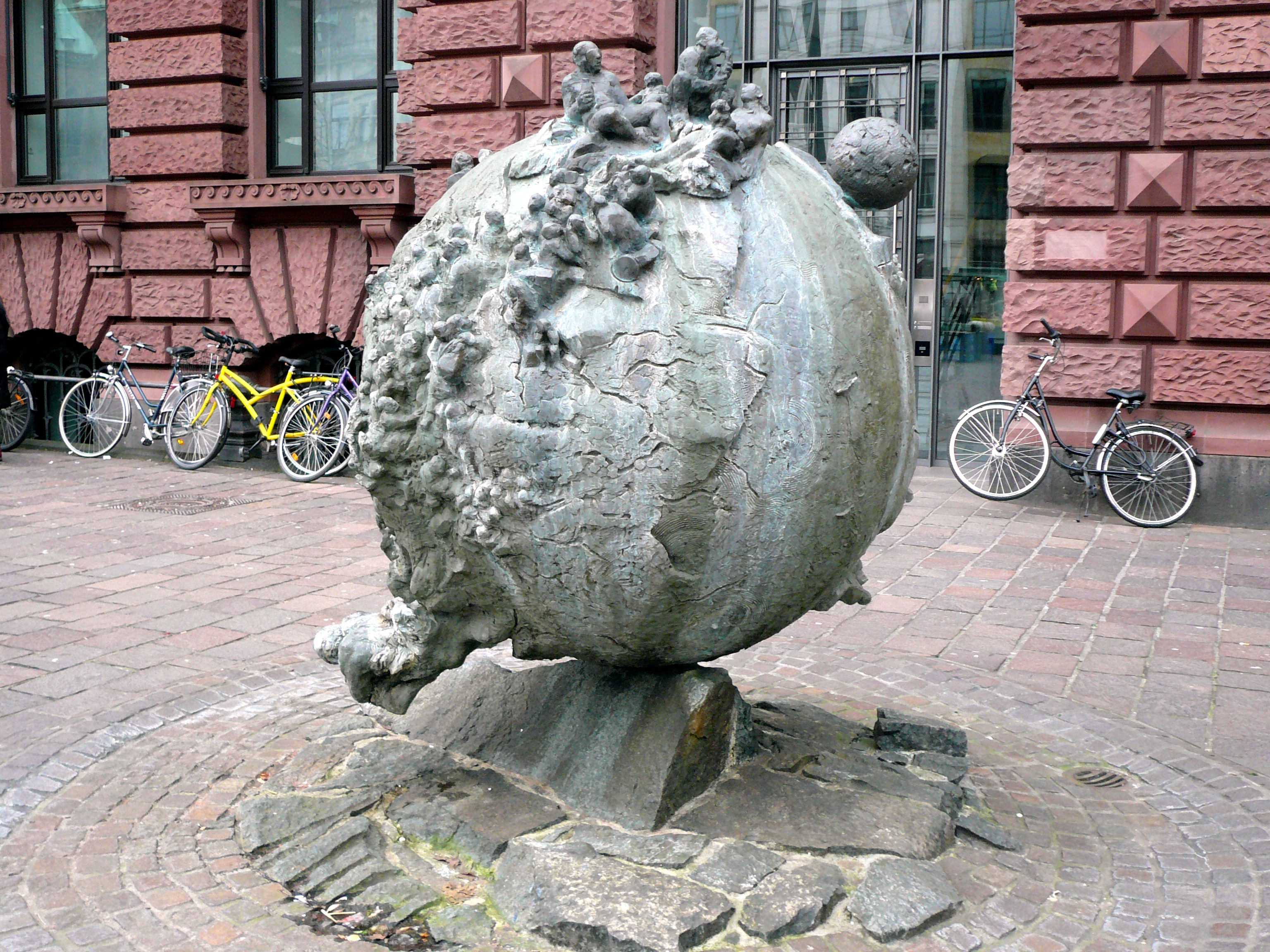
Unser Planet di Bernd Altenstein